# Hermann Arntzenius

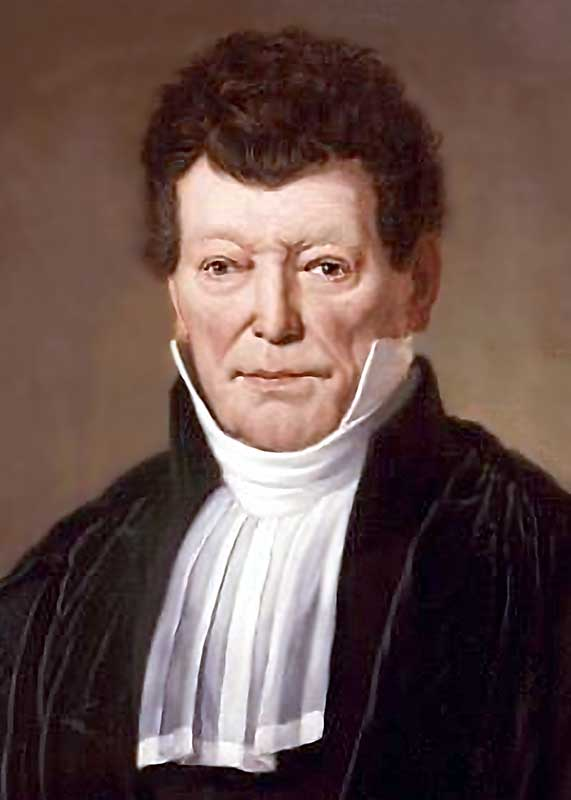
Hermann Arntzenius

Hermann Arntzenius (* 20. März 1765 in Zutphen; † 15. November 1842 in Utrecht) war ein niederländischer Rechtsgelehrter.

## Leben
Hermann Arntzenius war ein Sohn von Henricus Johannes Arntzenius. Er hatte seine erste Ausbildung vom Vater und am Gymnasium seiner Geburtsstadt erhalten. Seine Studien absolvierte er an der Universität Groningen, wo er am 22. Juni 1781 immatrikuliert wurde. Hier erwarb er am 23. Juli 1788 mit der Abhandlung Ad quaedam juris et veterum auctorum loca den akademischen Grad eines Doktors der Rechte. Er wurde Konrektor des Gymnasiums in Gouda und nachdem er 1798 eine Epistola critica de quibusdam Pindari Thebani locis ad J. Ruardi herausgegeben hatte, beriefen ihn die Kuratoren der Universität Utrecht am 14. Juli 1800 zum Professor des römischen Rechts, des niederländischen Rechts und des Öffentlichen Rechts. Diese ihm übertragene Aufgabe trat Arntzenius am 8. Oktober 1800 mit der Abhandlung De quibusdam caussis praestantiae jurisprudentiae Romanae an.
Als 1815 der Hochschulbetrieb kurzzeitig eingestellt wurde, erlebte er vom 16. Oktober bis 6. November eine kurze Vakanzzeit im Amt. Er beteiligte sich auch an den organisatorischen Aufgaben und war in den Jahren 1803/04 sowie 1820/21 Rektor der Alma Mater. Mit der Rede De patria potestate romana, origine sua et affectu indoli Civitatis conseatanea beendete er seine erste Amtszeit und mit der Rede de cultus humani progressione in iure populorum civili perspicua seine zweite Amtszeit. Er scheint mit der praktischen Ausübung seiner Professur sehr beansprucht worden zu sein, da sonst keine eigenständigen Arbeiten von ihm überliefert sind. Am 23. Februar 1835 wurde er emeritiert.
Arntzenius hatte am 12. Mai 1799 in Gouda Anna Cornelia Metelerkamp († 15. Februar 1830 in Utrecht), die Tochter von Dr. Alexander Henrik Metlerkamp und dessen Frau Anna Elisabeth de Rhoer, geheiratet. Aus der Ehe stammen vier Kinder. Bekannt sind die Töchter Henriette Elisabeth Arntzenius (* 4. August 1801 Utrecht; † 8. Dezember 1881 in Den Haag), die sich am 11. Dezember 1828 in Utrecht mit Rudolf Florus Carel Bentink verheiratete, Henrica Wilhelmina Arntzenius (* 16. August 1803 in Utrecht; † 11. März 1844 in Zwolle), die sich am 15. November 1833 mit Bartholomeus Willem A.E. Sloet verheiratete, und Rutgera Johanna Wilhelmina Arntzenius (* 8. April 1806 in Utrecht; † 8. September 1856 in Zwolle).